# Llançadora (Star Trek)
Una llançadora són vehicles ficticis de la franquícia de ciència-ficció Star Trek construïts per a viatges curts a l'espai, com ara entre una superfície planetària i l'òrbita. També coneguts com a transbordadors, la seva introducció va precedir el desenvolupament del Transbordador espacial.
Abans de Star Trek, les produccions de ciència-ficció des de Forbidden Planet fins a Rocky Jones, Space Ranger assumien que una nau estel·lar de llarg abast aterraria en planetes. La premissa original de Gene Roddenberry afirmava que la nau estel·lar Enterprise rarament aterra. Donada la complexitat dels efectes especials d'aterrar una nau espacial gegant cada setmana, "rarament" es va canviar ràpidament a "mai". Datada el març de 1964, la premissa esmenta un "petit coet llançadora". El coet llançadora era massa car de construir per als primers episodis. Durant la major part de la sèrie, el transportador va servir per teletransportar personatges dins i fora de la nau.
Durant el primer any de Star Trek: La sèrie original, la necessitat de llançadores va desenvolupar-se ràpidament. Utilitzades per transportar personal, càrrega i càrregues de reconeixement, les llançadores cobrien la mateixa necessitat que les lanxes d'una nau de l'armada. També les utilitzaven les bases estel·lars. Per als guionistes de televisió, tenien la funció dramàtica de posar personatges en una petita nau que es podia perdre. Tot i que les llançadores eren inicialment cares de construir, finalment es van utilitzar a totes les sèries de Star Trek. Els dissenys de les llançadores sovint es compartien entre diferents mitjans, per exemple, el runabout de la classe Danube, que va aparèixer molt a Star Trek: Deep Space Nine, també va aparèixer a Star Trek: La nova generació.

## Star Trek: La sèrie original
El director d'art Matt Jefferies originalment va imaginar una llançadora elegant i aerodinàmica basada en la seva experiència com a pilot. La forma corba va resultar massa cara de construir per als primers episodis. AMT va oferir construir una llançadora de mida real sense cap cost a canvi dels drets per comercialitzar un kit de model. El disseny final de la maqueta, de Gene Winfield, feia 7,2 m de llarg i pesa una tona, té un casc de contraxapat i va ser construït en dos mesos per un equip de 12 persones. Es va utilitzar un decorat separat per a les escenes interiors, ja que la maqueta era massa petita per al rodatge. Aquesta forma utilitària i en forma de caixa es va convertir en el prototip de les llançadores de tot "Star Trek". La llançadora, que rep el nom de Galileo Galilei, va aparèixer per primera vegada a "El Galileu Set". El seu número de matrícula és NCC-1701/7 i porta una tripulació de set persones. Quan el Galileu i la seva tripulació desapareixen a l'episodi, es llança una segona llançadora anomenada Columbus. Un cop establerta la llançadora, es van veure imatges d'ella en episodis com ara "El zoo", "La màquina del judici final", "Viatge a Babel", "Metamorfosi", "La síndrome d'immunitat" i "Camí de l'Edèn". En aquest darrer episodi, la maqueta a mida real lluïa el nom de Galileo II, reconeixent que la llançadora original es va perdre durant "El Galileu Set". Durant "La glòria d'Omega", es diu que l'USS Exeter, una nau estel·lar de la mateixa classe que l'Enterprise, transporta quatre llançadores.
La llançadora «Galileu» (un accessori teatral de mida real) no va ser desmantellada, sinó que va passar a ser propietat de diversos propietaris. La maqueta de 1966 es va vendre a una subhasta per 70.150 dòlars l'estiu del 2012. El nou propietari, Adam Schneider, un col·leccionista d'objectes utilitzats en la pantalla de Star Trek, va passar nou mesos restaurant el Galileu a Atlantic Highlands (Nova Jersey). Després va ser donat al Museu del Centre Espacial Lyndon B. Johnson de la NASA a Houston. La llançadora Galileo es va presentar formalment al Centre Espacial de Houston el 31 de juliol de 2013. El 2014, l'attrezzo es va tornar a utilitzar en una producció cinematogràfica i va aparèixer en una escena de l'episodi fet per fans "Fairest of Them All" de Star Trek Continues.

## Star Trek: La sèrie animada
Alliberada de les restriccions del que es podia construir físicament, Star Trek: La sèrie animada va introduir al públic una varietat de naus espacials. Una llançadora més gran, amb un morro llarg similar al caça X-wing de Star Wars (anys abans de la seva primera aparició), va aparèixer a "The Slaver Weapon". L'episodi "Mudd's Passion" presentava un disseny de llançadora diferent. "The Ambergris Element" presentava una "transportadora aquàtica", capaç d'aterrar en un planeta cobert d'aigua i submergir-s'hi. L'ambiciós abast d'aquesta sèrie animada de Filmation era un tast del que algun dia seria possible amb els gràfics per ordinador.

## Pel·lícules deStar Trek
Amb el seu gran pressupost, Star Trek: La pel·lícula mostrava una varietat de vehicles tipus llançadora que operaven prop de la Terra. Tot i que el transportador gairebé sempre està disponible, les llançadores proporcionaven una manera dramàtica perquè els personatges hi entréssin. Es mostra una llançadora de passatgers que transporta l'almirall James T. Kirk aterrant a San Francisco. Kirk viatja des d'una estació espacial en òrbita terrestre fins a l'«Enterprise» en una «càpsula de viatge» en forma de barril. Spock s'acobla a l'«Enterprise» en una llançadora que porta el nom del filòsof vulcanià Surak, que porta navetes de motor de curvatura en un trineu desmuntable. Les pintures mat de la coberta de càrrega mostren que l'«Enterprise» restaurada porta llançadores similars al «Surak» però sense el trineu del motor de curvatura, cosa que indica que es tracta d'un disseny de llançadora estàndard.
Star Trek: La pel·lícula representa la llançadora "Càpsula de viatge".
Star Trek 2: La còlera del Khan, la següent pel·lícula de la sèrie, es va fer amb un pressupost molt més baix. Les imatges de l'arribada de Kirk en una càpsula de viatge es van reciclar de Star Trek: La pel·lícula. A Star Trek 3: A la recerca de Spock, les llançadores es veien com a elements de fons al moll espacial. Al final de Star Trek IV: Missió salvar la Terra, les llançadores de passatgers apareixen tant al moll espacial com per rescatar la tripulació de la badia de San Francisco. Al final de la pel·lícula, es torna a veure una càpsula de viatge que transporta Kirk i la tripulació a l'«Enterprise».
Star Trek: L'última frontera va presentar moltes escenes amb llançadores actualitzades, també amb el nom de «Galileo», així com de «Copernicus». El disseny era similar en mida i forma a la llançadora de la sèrie original, amb navetees de motor actualitzades i una gran escotilla posterior. La llançadora en miniatura i la pista d'aterratge van ser construïdes per Greg Jein. La llançadora també es va construir com una hèlix de mida real atracada en un conjunt de coberta d'hangar a escala real.
Star Trek VI: The Undiscovered Country contenia una escena d'un "transport espacial". La miniatura es va modificar posteriorment per aparèixer com a Jenolen a l'episodi Star Trek: La nova generació "Relíquies".
Entre les pel·lícules amb el repartiment de La nova generació, Star Trek: Generations mostra diverses llançadores utilitzades per evacuar una Enterprise estavellada. Star Trek: Insurrection presentava una llançadora de nou disseny i un iot de capità. Star Trek Nemesis va presentar Argo, una llançadora dissenyada per transportar un vehicle terrestre en un compartiment posterior.

## Star Trek: La nova generació
L’USS Enterprise (NCC-1701-D) de Star Trek: La nova generació va ser dissenyada amb una forma molt corbada i esculpida. El dissenyador Andrew Probert, com Matt Jefferies abans que ell, va dissenyar una llançadora amb una forma aerodinàmica. Es van veure imatges en miniatura d'aquest disseny en episodis com "Fer-se gran", "El nen" i "Selecció antinatural". Coneguda com a llançadora Tipus 7, tenia una longitud projectada de 8,5 m. Com abans, la sèrie no tenia els recursos per construir la forma complexa d'aquesta llançadora com a accessori a escala real.
El guió de "Temps al quadrat" demanava una llançadora a escala real que la tripulació pogués caminar i examinar. Aquell episodi va presentar la llançadora Tipus 15, una petita nau de només 3,6 metres de llarg. Versions modificades de la llançadora van aparèixer en episodis posteriors com ara "Les joguines més boniques".
Una de les llançadores es va anomenar Einstein.
Durant la temporada 1991–92, la maqueta de la llançadora a escala real construïda per a Star Trek: L'última frontera va estar disponible. Es va modificar amb finestres i navetes més grans per reflectir la tecnologia de La nova generació. Aquesta llançadora Tipus 6 va aparèixer per primera vegada a "Darmok" i es va veure en episodis posteriors com "Relíquies". La llançadora Tipus 6 feia 6,0 metres de llarg. Les sèries següents Star Trek: Deep Space Nine i Star Trek: Voyager van tenir lloc en el mateix període de temps del segle XXIV, compartint molts vestits i accessoris.
La Shuttlepod Tipus-15 es va veure a "Temps al quadrat". Es va construir un decorat per als allotjaments de popa de la llançadora per a "Fuita de temps", un episodi de la sisena temporada de La nova generació (que s'emet simultàniament amb la primera temporada de DS9). El decorat va ser dissenyat per Richard James i finançat amb el pressupost de La nova generació, per tal d'alleugerir les finances de DS9. A diferència de la construcció de la cabina, el disseny i la fabricació del decorat de popa s'havien de completar en nou dies. Aquesta va ser l'única aparició de la classe Danube fora de DS9, i tot i que el decorat estava pensat per al seu ús a DS9, mai es va tornar a utilitzar per representar un Interior del runabout.
Una llançadora ferengi apareix a la franquícia Star Trek des de la seva introducció a "L'oferta". També es va veure a "Little Green Men" de Star Trek: Deep Space Nine com a nau espacial del personatge ferengi Quark. El model d'estudi per a VFX va ser subhastat per Christie's per més de 8.000 USD el 2006.

## Star Trek: Deep Space Nine
Com que l'estació espacial de Star Trek: Deep Space Nine rarament es movia, calia algun tipus de nau auxiliar. El primer episodi va presentar els runabouts. Equipats amb motor de curvatura i transportador per a missions llargues, el runabout es descrivia com una petita nau estel·lar. Amb la seva forma de caixa, el nas bisellat i les navetees semblants a esquís, el runabout semblava un descendent de transbordadors anteriors. El disseny es va inspirar inicialment en el transbordador del moll espacial de Star Trek VI: The Undiscovered Country. Un runabout també va aparèixer a l'episodi de La nova generació "Fuita de temps".
A "The Search", el primer episodi de la tercera temporada, es va introduir la nau estel·lar USS Defiant. La Defiant va assumir algunes de les funcions de defensa i exploració que anteriorment ocupaven els runabouts. La nova nau estel·lar necessitava les seves pròpies llançadores, i a l'episodi es va veure una petita transportadora Tipus 18. Un altre disseny de llançadora Tipus 10 es va veure a bord de la Defiant en episodis posteriors. La nova llançadora Defiant es va introduir cap al final de la temporada 6, a "The Sound of Her Voice" (10 de juny de 1998 / S6E25)
Aquest episodi "Change of Heart" inclou una seqüència que representa una llançadora runabout travessant un camp d'asteroides i després aterrant en un planeta. Aquest va ser el primer episodi en què les seqüències de runabout es van fer completament amb imatges generades per ordinador: escenes complexes on la nau zigzaguejava a través del dens camp d'asteroides es van aconseguir sense setmanes de treball d'efectes en miniatura, i els moviments de càmera durant la seqüència d'aterratge van permetre mostrar la runabout des de múltiples angles a la mateixa escena, ja que no calia ocultar un "punt de muntatge" per a la miniatura. El model CGI per a aquesta llançadora de classe Danube (La runabout) va ser desenvolupat per Digital Muse.

## Star Trek: Voyager
Tot i que la nau espacial USS Voyager era capaç d'aterrar en planetes, les llançadores eren necessàries amb freqüència. Possiblement a causa dels pressupostos, Star Trek: Voyager va començar el seu viatge utilitzant la llançadora Tipus 6 vista per primera vegada a Star Trek: L'última frontera i adaptada per a Star Trek: La nova generació. Durant les set temporades de la sèrie, els gràfics per ordinador van estar disponibles, cosa que va reduir la despesa de portar els dissenys de naus espacials a la pantalla. Una elegant llançadora de Classe 2 es va veure per primera vegada a "Llindar".
Durant el viatge de la Voyager a la Terra, es va perdre un gran nombre de llançadores, cosa que finalment va requerir una nova nau espacial. El «Delta Flyer» es va introduir a l'episodi "Extreme Risk". Equipat amb motor de curvatura i millores tecnològiques obtingudes del Borg, el «Delta Flyer» era molt més capaç que l'estàndard llançadores que va substituir. Igual que la llançadora aquàtica de "La sèrie animada", el "Delta Flyer" podia submergir-se i viatjar per l'aigua.
El "Delta Flyer" seria una llançadora important en molts episodis i operaria des de l'USS "Voyager". El disseny de la nau espacial fictícia per part de l'equip de producció i com es va presentar en els efectes especials s'ha escrit en llibres sobre la franquícia. El Delta Flyer va ser dissenyat per l'il·lustrador Rich Sternbach, i les vistes exteriors van ser representades per gràfics per ordinador per Foundation Imaging. El disseny va ser desenvolupat el 1998 per escriptors, il·lustradors i artistes CGI per a la sèrie.
Una de les llançadores de la «Voyager», l'«Aerollançadora», estava integrada amb el buc a la secció del plat i, tot i que mai es va utilitzar en cap episodi, l'equip de producció va desenvolupar imatges de prova d'efectes especials del seu desembarcament.  L'«Aeroshuttle» de la Voyager estava pensada com una nau amb capacitat de curvatura que també pogués volar en atmosferes; El metratge va ser realitzat pels caps de l'equip CGI Rob Bonchune i Adam Lebowitz, juntament amb el productor d'efectes visuals Dan Curry. També es van desenvolupar dues altres naus, la "Manta" i la "Cochrane", però la Manta no es va utilitzar. Com es menciona al lloc web següent, la Cochrane es va utilitzar a "Llindar" amb el propòsit de trencar la barrera transcurvatura, que és per analogia a impactar contra Mach 1.

## Star Trek: Enterprise
Durant el període anterior de Star Trek: Enterprise, el transportador és una innovació relativament nova. El primer episodi va introduir una llançadora alada, dues de les quals es van transportar a bord d'una nau. Tot i que les llançadores es van representar a l'espai mitjançant gràfics per ordinador, es va construir una maqueta a escala real per a les escenes amb actors. Com que la tripulació de l'Enterprise encara s'estava acostumant al transportador, es van utilitzar llançadores durant les quatre temporades.
«Enterprise» també va incloure càpsules d'inspecció en un petit nombre d'episodis. Aquestes càpsules no tenien la capacitat d'aterrar, però tenien una millor visibilitat que qualsevol altra nau. Això les feia ideals per examinar l'exterior de les naus espacials.
Un episodi de la sèrie "Shuttlepod One" té lloc principalment a bord d'una llançadora; L'actor Dominic Keating, que va interpretar el tinent Malcolm Reed a l'episodi, va dir que pensava que era una de les "millors hores" de la sèrie en una entrevista del 2015 amb SyFy, i també va ser molt ben valorat per The Guardian i The Hollywood Reporter. La llançadora juga en un element argumental, ja que el seu subministrament d'aire s'està esgotant, cosa que crea una atmosfera de tensió i desesperació mentre els personatges intenten trobar una solució.

## Transbordadors espacials reals

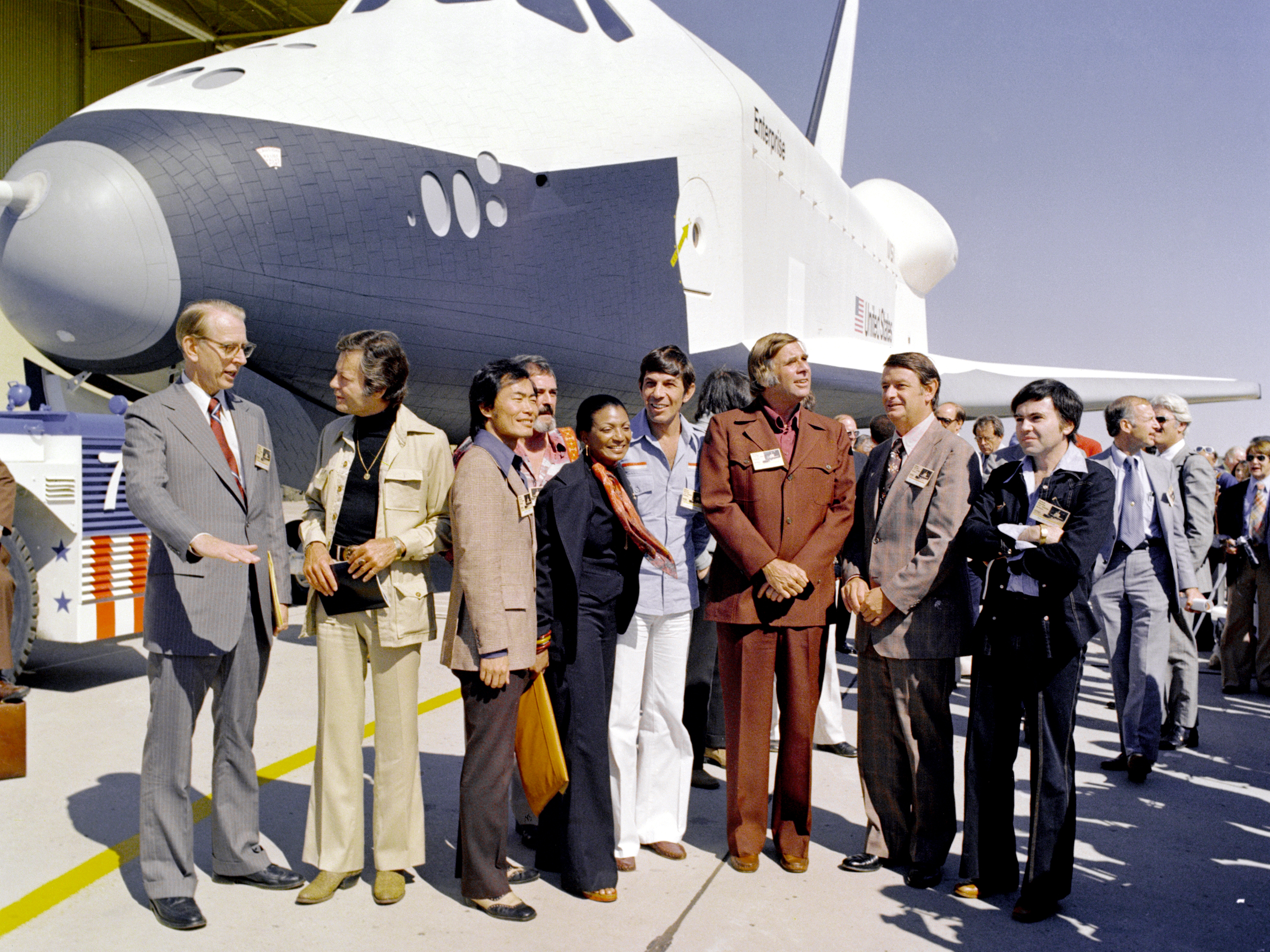
Personal de Star Trek i administradors de la NASA assisteixen a la cerimònia de llançament del transbordador espacial Enterprise

En part a causa de Star Trek, el terme «transbordador espacial» ha entrat permanentment al vocabulari de la Terra com a vehicle per viatjar entre una superfície planetària i l'espai. Wernher von Braun a la dècada de 1950 va concebre una nau espacial alada reutilitzable com un coet transbordador. Els plans per a aquests vehicles van ser anomenats "DC-3" pel dissenyador de naus espacials Maxime Faget i Vehicle Integrat de Llançament i Reentrada (ILRV) per la NASA. A finals de la dècada de 1960, mentre s'emetia Star Trek: La sèrie original, aquests conceptes van passar a ser coneguts com a Transbordador espacial. En un discurs pronunciat a la Societat Interplanetària Britànica l'agost de 1968, George Mueller, cap de l'Oficina de Vols Espacials Tripulats de la NASA, va esmentar la necessitat d'un transbordador espacial. Aquest va ser el primer ús oficial conegut del terme.
L'enginyer aeroespacial Maxwell Hunter i altres havien estat utilitzant el terme "transbordador" durant alguns anys, corresponent a les dates d'emissió de Star Trek. El 1969, el terme "Transbordador espacial" havia substituït ILRV. In April 1969, a Space Shuttle Task Group was formed within NASA. El penúltim episodi de Star Trek, l'últim en una franja horària regular, es va emetre el 14 de març de 1969. El 5 de gener de 1972, el president Richard Nixon va anunciar formalment el desenvolupament del Transbordador Espacial, fent que el nom fos permanent.
El febrer de 1977, el vehicle de proves OV-101 va començar les proves de planatge. L'OV-101 va ser batejat com a transbordador espacial Enterprise després d'una campanya concertada d'escriptura de cartes per part dels fans de Star Trek. Igual que la llançadora de "Star Trek: La sèrie original", els transbordadors espacials en òrbita s'utilitzaven indistintament per transportar tripulació, càrrega o càrregues útils d'exploració. En missions orbitals del 1981 al 2011, el Transbordador espacial es va convertir en un símbol de l'abast de la humanitat a l'espai.